# Lactarius neotropicus
Lactarius neotropicus é um fungo que pertence ao gênero de cogumelos Lactarius na ordem Russulales. Encontrado em Trinidad e Tobago, foi descrito cientificamente pelo micologista alemão Rolf Singer em 1952.